# Theophylakt I. von Tusculum
Theophylakt I. von Tusculum (* vor 864; †  924/925) war römischer Senator und Konsul.

## Leben
Theophylakt entstammt vermutlich einer bereits seit längerer Zeit in Rom ansässigen griechischen Adelsfamilie und war der Sohn des Gregorius Nomenclator (erwähnt um 875–885), dessen Vater wiederum um 826 als Nomenclator Theophylaktus erwähnt ist. 
Erstmals 901 urkundlich erwähnt als Pfalzrichter Kaiser Ludwigs III., trat Theophylakt I. bei der Rückkehr des Papstes Sergius III., möglicherweise einem seiner Verwandten, in den Jahren 903/04 in Erscheinung. Als päpstlicher vestararius (Finanzverwalter) und magister militum (Militärbefehlshaber) war er seitdem Anführer des stadtrömischen Adels mit großem Einfluss auf die päpstliche Politik, vor allem durch seine Frau Theodora I. von Tusculum und seine Tochter Marozia. Letzterer schrieb Liutprand von Cremona eine Beziehung zu Papst Sergius III. zu, aus der der spätere Papst Johannes XI. hervorgegangen sei. Seit 905 trug Theophylakt auch die Titel dux und senator Romanorum (Senator der Römer).
Nach dem Tode Papst Sergius’ III. förderte er eine Allianz Papst Johannes’ X. mit den südlichen Nachbarn gegen die Araber, die immer wieder die italienische Küste bedrohten. Im August 915 schlug ein von ihm und seinem Schwiegersohn Alberich I. von Spoleto befehligtes Heer die Araber bei Garigliano. Theophylakts Verdienst ist die Konsolidierung der Verhältnisse in Mittelitalien. Einige Zeugnisse heben zudem seine und seiner Familie Bemühungen um eine religiöse Erneuerung hervor. Auf Theophylakt führten die Tuskulaner ihre Herkunft zurück.